# New General Catalogue

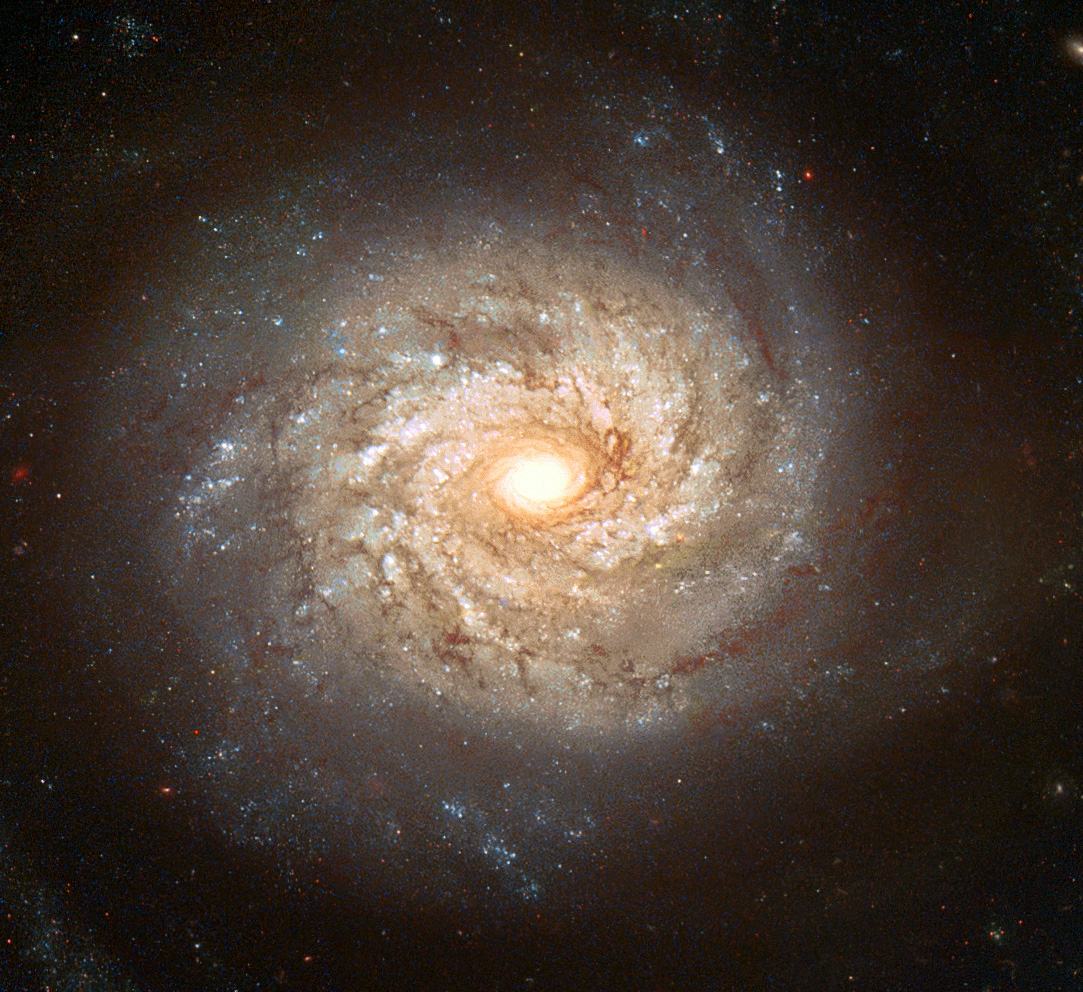
La galassia a spirale NGC 3982 nella costellazione dell'Orsa Maggiore, uno degli oggetti del profondo cielo catalogati dall'NGC.

Il New General Catalogue (Nuovo Catalogo Generale, in genere usato col suo nome originale inglese o con l'abbreviazione NGC) è il più famoso e usato catalogo di oggetti del profondo cielo nell'astronomia amatoriale. Contiene circa 8.000 oggetti ed è uno dei cataloghi più completi di tipo generale, cioè contiene tutti i tipi di oggetti e non si specializza, per esempio, solo in galassie.
L'NGC fu compilato negli anni 1880 da John Dreyer sulla base di osservazioni condotte per la maggior parte da William Herschel e da suo figlio John e fu successivamente espanso con due Index Catalogue (IC), che aggiunsero più di 5.000 oggetti.
Gli oggetti del cielo australe sono meno rappresentati, ma molti furono osservati da John Herschel. L'NGC originale conteneva molti errori, che furono in buona parte eliminati dal Revised NGC e poi ancora nel Revised New General Catalogue and Index Catalogue (RNGC/IC).

## Storia
Il catalogo fu compilato negli anni 1880 da John Dreyer, sulla base di osservazioni condotte per la maggior parte da William Herschel e da suo figlio John. Dreyer aveva già pubblicato un aggiornamento del Catalogue of Nebulae di Herschel, ma la Royal Astronomical Society gli chiese invece di compilare un New General Catalogue che fu pubblicato nel 1888.
L'NGC fu successivamente espanso in due riprese con i due Index Catalogue, l'IC I nel 1895 e l'IC II nel 1908, che aggiunsero 5.386 oggetti frutto di nuove scoperte rese possibili dallo sviluppo dell'astrofotografia. Gli oggetti celesti dell'emisfero australe sono rappresentati in modo meno completo e molti erano frutto delle osservazioni fatte da John Herschel o James Dunlop.
L'NGC fu pubblicato nelle "Memoirs of the Royal Astronomical Society" come A New General Catalogue of Nebulae and Clusters of Stars, being the Catalogue of the late Sir John F.W. Herschel, Bart., revised, corrected, and enlarged. 
L'NGC conteneva tuttavia una serie di errori che si è cercato di eliminare con il progetto NGC/IC, dopo i parziali tentativi fatti da Sulentic e Tifft nel 1973 con il Revised New General Catalog (RNGC) e da Sinnott nel 1988 con l'NGC2000.0
Il Revised New General Catalogue and Index Catalogue (RNGC/IC) è stato redatto da Wolfgang Steinicke nel 2009 e rinnovato nel 2019 con 13957 oggetti (13226 dal NGC/IC originale di Dreyer e 731 aggiuntivi). Nel 2021 è uscita una nuova versione con lo stesso numero di oggetti. Nel 2022 è uscita una nuova versione con lo stesso numero di oggetti. Nel 2023 è uscita una nuova versione con lo stesso numero di oggetti.

## Principali oggetti presenti nell'NGC

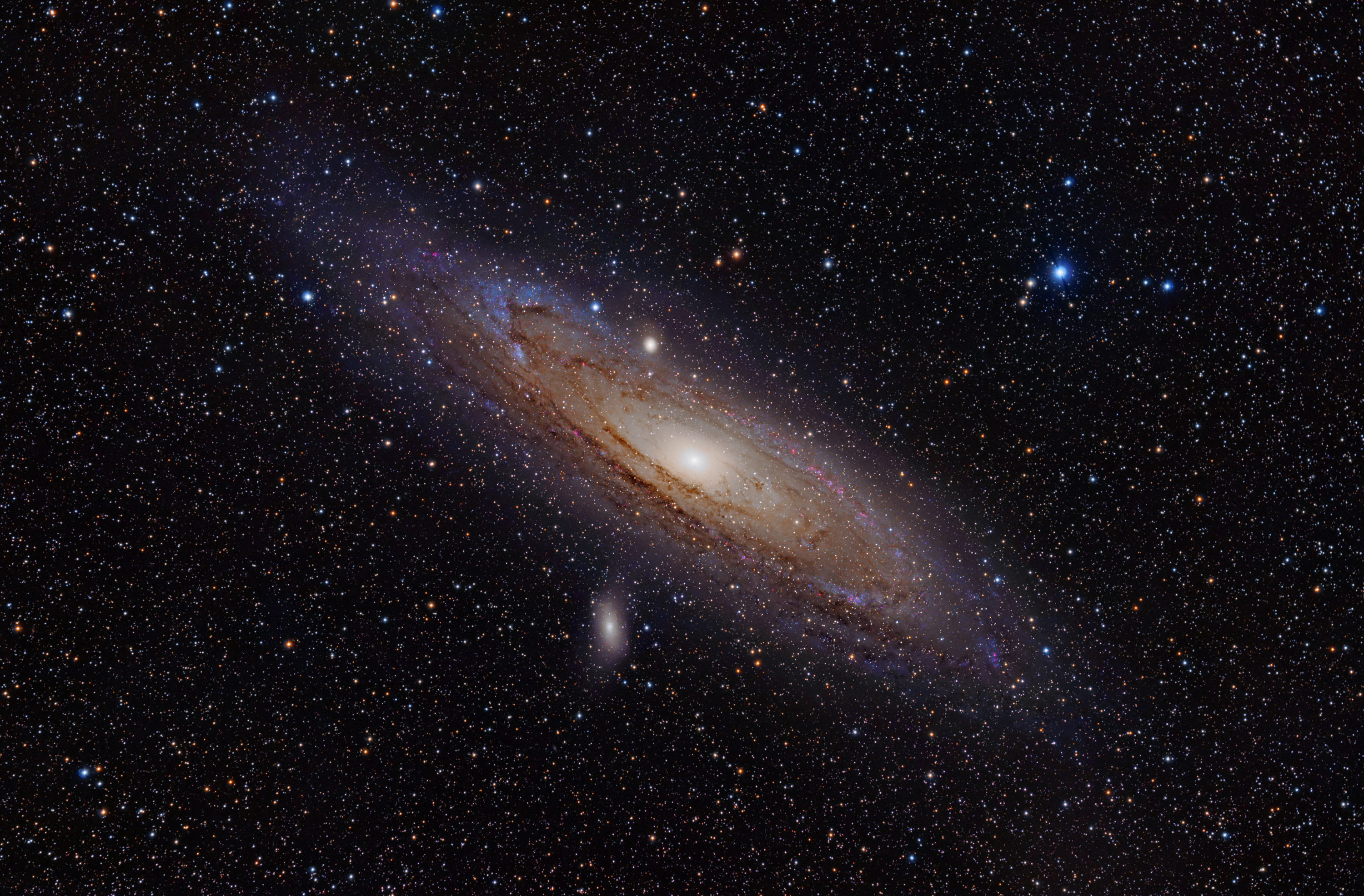
NGC 224 – M31, la galassia di Andromeda.

- NGC 224 - M31, la Galassia di Andromeda
- NGC 598 - M33, la Galassia del Triangolo
- NGC 891 - galassia spirale vista di taglio
- NGC 1277 - galassia contenente il più grande buco nero finora mai osservato, grande fino a 17 miliardi di volte la massa solare
- NGC 1952 - M1, la Nebulosa del Granchio
- NGC 1976 - M42, la Nebulosa di Orione
- NGC 2070 - la Nebulosa Tarantola
- NGC 4321 - M100, una galassia a spirale nell'ammasso della Vergine
- NGC 4486 - M87, una galassia ellittica gigante che domina l'ammasso della Vergine
- NGC 6205 - M13, un ammasso globulare nella costellazione di Ercole
- NGC 6334 - chiamata Nebulosa Zampa di Gatto
- NGC 6720 - M57, chiamata la Nebulosa Anello
- NGC 6946 - galassia spirale
- NGC 7000 - chiamata la Nebulosa Nord America
- NGC 7293 - chiamata la Nebulosa Elica

## Suddivisioni
- Catalogo NGC completo - 1-999
- Catalogo NGC completo - 1000-1999
- Catalogo NGC completo - 2000-2999
- Catalogo NGC completo - 3000-3999
- Catalogo NGC completo - 4000-4999
- Catalogo NGC completo - 5000-5999
- Catalogo NGC completo - 6000-6999
- Catalogo NGC completo - 7000-7840